# 三角密光鰓魚
三角密光鰓魚（学名：Pycnochromis delta），又名三角光鰓雀鯛、厚殼仔，为辐鳍鱼纲雀鯛科光鰓魚屬下的一个种。该物种分布于印度洋-西太平洋，從馬爾地夫、聖誕島至菲律賓南部、萬那杜，北至台灣海域，栖息深度为10米至80米，本魚體呈卵圓形，體色深褐色, 腹部藍灰色，在尾梗上的一條寬的白色條紋，胸鰭基部具一個黑色斑點，背鰭硬棘12枚、背鰭軟條12-14枚、臀鰭硬棘2枚、臀鰭軟條12-14枚，体长可达7公分，棲息在珊瑚生長茂盛的陡峭礁坡，成小群在洞穴或有遮蔽的地方活動，日行性，以浮游生物為食。